# Titiyo

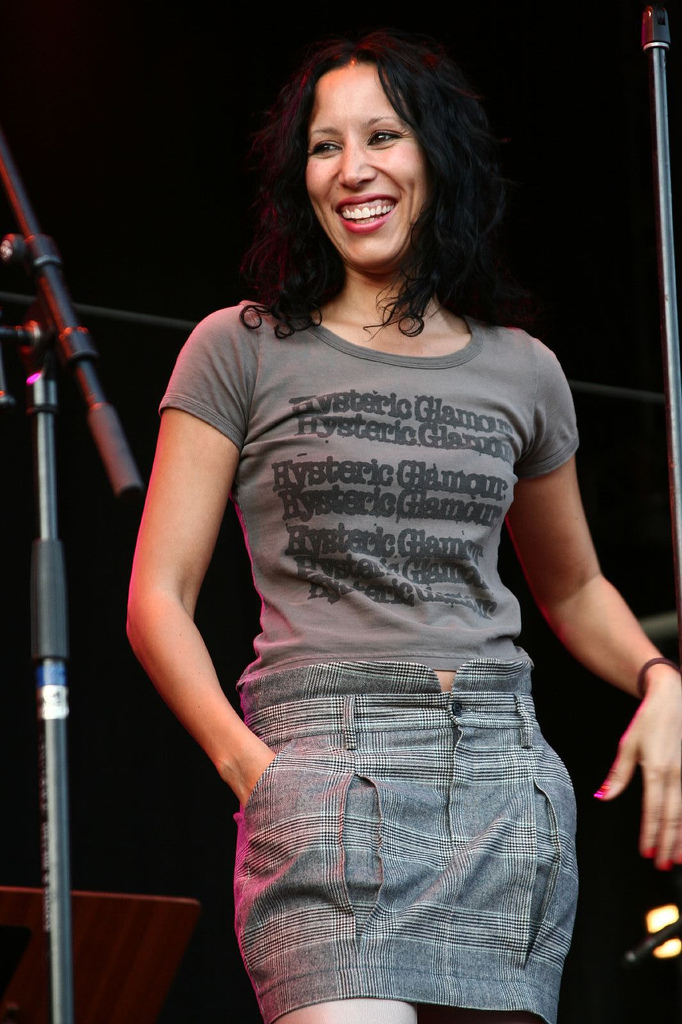
Titiyo (2007)

Titiyo Yambalu Felicia Jah (* 23. Juli 1967), bekannt als Titiyo, ist eine schwedische Sängerin.

## Karriere
Titiyo gelang 1989 mit dem Lied Talking to the Man in the Moon der Durchbruch in Schweden. Internationalen Erfolg hatte sie erst im Jahr 2001 mit der Single Come Along (#11 in den deutschen Charts) sowie dem gleichnamigen Album (#10 in Deutschland), bei dem Joakim Berg von der Band Kent und Peter Svensson von den Cardigans mitwirkten.

## Privates
Titiyo und der Musikproduzent Magnus Frykberg haben eine 1992 geborene Tochter.
Ihr Vater ist der Musiker Ahmadu Jah aus Sierra Leone, ihre Mutter eine Pianistin. Die schwedische Künstlerin Monica Karlsson, auch bekannt als Moki Cherry, ist ihre Stiefmutter. Die Sängerin Neneh Cherry, die gemeinsame Tochter von Jah und Karlsson, ist ihre Halbschwester väterlicherseits. Auch der Musiker Eagle-Eye Cherry wird oft fälschlich als ihr Halbbruder bezeichnet; er ist jedoch der Sohn von Don Cherry und Karlsson, somit der Halbbruder mütterlicherseits von Neneh Cherry und der biologisch nicht verwandte Stiefbruder von Titiyo.

## Diskografie

### Studioalben
| Jahr | Titel        | Höchstplatzierung, Gesamtwochen, AuszeichnungChartplatzierungen (Jahr, Titel, Platzierungen, Wochen, Auszeichnungen, Anmerkungen) | Höchstplatzierung, Gesamtwochen, AuszeichnungChartplatzierungen (Jahr, Titel, Platzierungen, Wochen, Auszeichnungen, Anmerkungen) | Höchstplatzierung, Gesamtwochen, AuszeichnungChartplatzierungen (Jahr, Titel, Platzierungen, Wochen, Auszeichnungen, Anmerkungen) | Höchstplatzierung, Gesamtwochen, AuszeichnungChartplatzierungen (Jahr, Titel, Platzierungen, Wochen, Auszeichnungen, Anmerkungen) | Anmerkungen                                          |
| Jahr | Titel        | DE | AT | CH | SE | Anmerkungen                                          |
| ---- | ------------ | --- | --- | --- | --- | ---------------------------------------------------- |
| 1990 | Titiyo       | — | — | — | SE3 Gold · (6 Wo.)SE | Erstveröffentlichung: August 1990                    |
| 1993 | This Is      | — | — | — | SE1 (14 Wo.)SE | Erstveröffentlichung: September 1993                 |
| 1997 | Extended     | — | — | — | SE27 (10 Wo.)SE | Erstveröffentlichung: Oktober 1997                   |
| 2001 | Come Along   | DE10 (7 Wo.)DE | AT25 (6 Wo.)AT | CH25 (14 Wo.)CH | SE1 Platin · (25 Wo.)SE | Erstveröffentlichung: April 2001                     |
| 2008 | Hidden       | — | — | — | SE18 (12 Wo.)SE | Erstveröffentlichung: November 2008                  |
| 2010 | Keep Company | — | — | — | SE35 (3 Wo.)SE | Erstveröffentlichung: Dezember 2010 als Keep Company |
| 2015 | 13 gården    | — | — | — | SE5 (3 Wo.)SE | Erstveröffentlichung: 6. November 2015               |

### Kompilationen
| Jahr | Titel                 | Höchstplatzierung, Gesamtwochen, AuszeichnungChartsChartplatzierungen (Jahr, Titel, Platzierungen, Wochen, Auszeichnungen, Anmerkungen) | Anmerkungen                         |
| Jahr | Titel                 | SE | Anmerkungen                         |
| ---- | --------------------- | --- | ----------------------------------- |
| 2004 | A Collection of Songs | SE32 (10 Wo.)SE | Erstveröffentlichung: November 2004 |
| 2013 | Collection            | SE54 (1 Wo.)SE | Erstveröffentlichung: November 2013 |

### Singles als Leadmusikerin
| Jahr | Titel Album                                 | Höchstplatzierung, Gesamtwochen, AuszeichnungChartplatzierungen (Jahr, Titel, Album, Platzierungen, Wochen, Auszeichnungen, Anmerkungen) | Höchstplatzierung, Gesamtwochen, AuszeichnungChartplatzierungen (Jahr, Titel, Album, Platzierungen, Wochen, Auszeichnungen, Anmerkungen) | Höchstplatzierung, Gesamtwochen, AuszeichnungChartplatzierungen (Jahr, Titel, Album, Platzierungen, Wochen, Auszeichnungen, Anmerkungen) | Höchstplatzierung, Gesamtwochen, AuszeichnungChartplatzierungen (Jahr, Titel, Album, Platzierungen, Wochen, Auszeichnungen, Anmerkungen) | Höchstplatzierung, Gesamtwochen, AuszeichnungChartplatzierungen (Jahr, Titel, Album, Platzierungen, Wochen, Auszeichnungen, Anmerkungen) | Höchstplatzierung, Gesamtwochen, AuszeichnungChartplatzierungen (Jahr, Titel, Album, Platzierungen, Wochen, Auszeichnungen, Anmerkungen) | Anmerkungen                         |
| Jahr | Titel Album                                 | DE | AT | CH | UK | US | SE | Anmerkungen                         |
| ---- | ------------------------------------------- | --- | --- | --- | --- | --- | --- | ----------------------------------- |
| 1989 | Talking to the Man in the Moon Titiyo       | — | — | — | — | — | SE6 Gold · (5 Wo.)SE | Erstveröffentlichung: Juni 1989     |
| 1989 | After the Rain Titiyo                       | — | — | — | UK60 (3 Wo.)UK | — | SE13 (3 Wo.)SE | Erstveröffentlichung: November 1989 |
| 1990 | Flowers Titiyo                              | — | — | — | UK71 (3 Wo.)UK | — | — | Erstveröffentlichung: Juni 1990     |
| 1990 | My Body Says Yes Titiyo                     | — | — | — | — | US42 (11 Wo.)US | — | Erstveröffentlichung: November 1990 |
| 1993 | Never Let Me Go This Is                     | — | — | — | — | — | SE25 (2 Wo.)SE | Erstveröffentlichung: August 1993   |
| 1993 | Tell Me (I’m Not Dreaming) This Is          | — | — | — | UK45 (2 Wo.)UK | — | — | Erstveröffentlichung: Dezember 1993 |
| 2001 | Come Along                                  | DE11 (17 Wo.)DE | AT9 (18 Wo.)AT | CH22 (32 Wo.)CH | — | — | SE3 Platin · (13 Wo.)SE | Erstveröffentlichung: März 2001     |
| 2001 | 1989 Come Along                             | — | — | CH83 (3 Wo.)CH | — | — | — | Erstveröffentlichung: Dezember 2001 |
| 2004 | Lovin’ Out of Nothing A Collection of Songs | — | — | — | — | — | SE17 (14 Wo.)SE | Erstveröffentlichung: November 2004 |
| 2008 | Awakening Hidden                            | — | — | — | — | — | SE52 (2 Wo.)SE | Erstveröffentlichung: November 2008 |
| 2013 | Själen av en vän –                          | — | — | — | — | — | SE20 Gold · (4 Wo.)SE | Erstveröffentlichung: November 2013 |

### Singles als Gastmusikerin
| Jahr | Titel Album                      | Höchstplatzierung, Gesamtwochen, AuszeichnungChartplatzierungen (Jahr, Titel, Album, Platzierungen, Wochen, Auszeichnungen, Anmerkungen) | Höchstplatzierung, Gesamtwochen, AuszeichnungChartplatzierungen (Jahr, Titel, Album, Platzierungen, Wochen, Auszeichnungen, Anmerkungen) | Höchstplatzierung, Gesamtwochen, AuszeichnungChartplatzierungen (Jahr, Titel, Album, Platzierungen, Wochen, Auszeichnungen, Anmerkungen) | Anmerkungen                                                                     |
| Jahr | Titel Album                      | DE | UK | SE | Anmerkungen                                                                     |
| ---- | -------------------------------- | --- | --- | --- | ------------------------------------------------------------------------------- |
| 1995 | It Should Have Been You Allstars | DE80 (10 Wo.)DE | UK83 (1 Wo.)UK | — | Erstveröffentlichung: Juni 1995 Blacknuss feat. Titiyo & Jennifer Brown         |
| 1996 | We vie jr.                       | — | — | SE10 (14 Wo.)SE | Erstveröffentlichung: Dezember 1996 Stakka Bo feat. Titiyo, Fleshquartet & Nåid |
| 2008 | Longing for Lullabies Kleerup    | — | — | SE7 (32 Wo.)SE | Erstveröffentlichung: März 2008 Kleerup feat. Titiyo                            |